# Операција Резервист
Операција Резервист била је савезничка војна операција током Другог светског рата. Део операције Бакља (савезничке инвазије северне Африке), био је то покушај искрцавања трупа директно у луку Оран у Алжиру. Покушај је одбијен од морнарице Вишијевске Француске, која је бранила неутралност Алжира у складу са Другим примирјем у Компјењу након пада Француске у јуну 1940.

## Позадина

### Операција Бакља
Током Операције Бакља, Савезници су планирали искрцавање у три правца, како би заузели кључне луке и аеродроме у Мароку и Алжиру у исто време. Главне мете су биле Казабланка, Оран и Алжир. Успех ових операција требало је да прати напредовање на исток, у Тунис.
Западна ударна група, која је ишла на Казабланку под командом генерала Патона, наишла је на огорчен отпор Француза у поморској бици код Казабланке, док је Источна ударна група, која је ишла на Алжир под командом генерала Андерсона, наишла на слабији отпор захваљујући француском покрету отпора.
Централна ударна група, која се кретала на Оран, састојала се од 509. ваздушно-десантног батаљона, америчке 1. пешадијске дивизије и америчке 1. оклопне дивизије-око 18.500 војника. Допловила је из Британије, а главнокомандујући је био амерички генерал-мајор Лојд Фредендал.

### Оран
Инвазиона група центар била је подељена између три плаже, две западно од Орана и једна источно. Искрцавање на најзападнију плажу одложено је због француског конвоја који се појавио док су миноловци чистили пут. Нешто кашњења и забуне, као и оштећење десантних бродова, изазвано је неочекивано плитком водом и спрудовима; иако су извршена посматрања перископом, ниједна извиђачка јединица није се искрцала на плажама како би одредила локалне поморске услове. Ово је било супротно каснијим амфибијским нападима - као што је операција Оверлорд - у којој је велики значај дат извиђању пре инвазије.
Амерички 1. батаљон Ренџера пристао је источно од Орана и брзо је заробио обалску батерију код Арзева. Затим је изведен покушај директног пристајања америчке пешадије у луку, како би се спречило уништавање лучких уређаја и потапање бродова - Операција Резервист.

#### Падобрански десант
Операција Бакља је био први велики ваздушни десант САД. У тренутку искрцавања у Орану, 2. батаљон 509. пука падобранске пешадије полетео је из Британије, преко Шпаније, и искочио близу Орана, успешно заузевши два аеродрома, 24 км и 8 км јужно од Орана.

## Савезнички план
Сврха операције Резервист је била да се заробе вредни објекти и бродови у луци Оран пре пре него што су их Вишијевски Французи могли уништити. Искрцавање трупа директно са бродова било је изузетно ризично; међутим, савезници су се надали да ће француски браниоци бити потпуно изненађени, или да ће у ствари сарађивати са искрцаним снагама. Две корвете класе Банф, HMS Walney и HMS Hartland употребљене су за искрцавање трупа.

## Битка
Бродови су заправо дошли под сталну ватру бранилаца чим су ушли у луку, укључујући четири обалске батерије (од истока ка западу - мол Равин Бланк, мол Милер, и мол Ј. Жиро и мол Центар). У луци је било 31 француских бродова, који су значајно оштетили савезничке бродове. Губици током операције Резервист су премашили 90 посто савезничких снага. Од 393 америчких пешадинаца из 3. батаљона, 6. оклопног пешадијског пука, 189 је убијено у акцији и 157 рањено. Британска морнарица претрпела је 113 мртвих, а 86 рањених, а мали одред морнарице САД, додељен као тим против саботаже- пет мртвих и седам рањеника. Walney је успео да стигне до пристаништа и успео је да искрца мали број људи. Преживели су заробљени.

## Последице
Након неуспеха Операције Резервист, Вишијевска француска флота испала је из луке и напала инвазиону флоту савезника, али њени бродови су били потопљени или насукани на обалу.

### Предаја Орана
Браниоци су се предали два дана након инвазије, али су лучки објекти уништени.
Искрцавање Савезника на плажама било је успешно, као и падобрански десант на оближње аеродроме. Француске батерије и инвазиона флота размењивали су ватру током 8. и 9. новембра, док су француске трупе тврдоглаво браниле Оран и околину. Тешка ватра британских бродова довела је до предаје Орана 9. новембра.

### Операција Терминал
Слична операција се одвијала у Алжиру, под именом Операција Терминал, и укључила је још један препад на луку и падобрански десант како би се заузели оближњи аеродроми.